# In-A-Gadda-Da-Vida
«In-A-Gadda-Da-Vida», lanzada en 1968, es una canción de Iron Butterfly incluida dentro del álbum del mismo título, en el cual ocupa la totalidad de la segunda cara, con una duración de 17 minutos.
Según las anotaciones en la recopilación en CD de «lo mejor de», el baterista Ron Bushy estaba escuchando el tema a través de unos auriculares, y no pudo oír correctamente; simplemente tergiversó lo que contestó Doug Ingle cuando Ron le preguntó por el título de la canción. En un inicio, la canción se titulaba In the Garden of Eden ("En el jardín del Edén"), pero la tergiversación del inglés la convirtió en In-A-Gadda-Da-Vida.
La canción incluye un memorable riff de guitarra y bajo, y sostiene este riff durante más o menos toda la duración del tema. El riff sirve como base para los largos solos de órgano y guitarra, que son interrumpidos a la mitad por un largo solo de batería, uno de los primeros solos en una grabación de rock y probablemente uno de los más famosos en este género.
La canción es importante en la historia del rock porque, junto con Blue Cheer y Steppenwolf, marcó el punto en el cual la música psicodélica produjo heavy metal. En los siguientes años setenta artistas de heavy metal y de rock progresivo como Deep Purple y Led Zeppelin le debieron mucho de su sonido y, más incluso de sus actuaciones en directo, a esta grabación.

## Canciones maxi CD
1. "Extended Original Version" - 17:02
2. "Radio Edit" - 8:59
3. "Radio Version" - 2:53

## En la cultura popular
- En la escena del tiroteo final de la película de 1986 Manhunter aparece la canción porque el director Michael Mann había mantenido correspondencia con el asesino encarcelado Dennis Wayne Wallace. Wallace había estado motivado por su obsesión por una mujer que apenas conocía y creía que "In-A-Gadda-Da-Vida" era su canción. Esta conexión inspiró a Mann a incluir la canción en la película.
- En la película Pesadilla final: La muerte de Freddy aparece parte de la canción cuando Spencer fuma marihuana y es metido dentro del televisor por Freddy.
- Partes de la canción aparecen en un episodio de 1995 de Los Simpson, "Bart vende su alma", en el que Bart Simpson engaña a la iglesia del Reverendo Lovejoy en cantar la canción como un himno de apertura repartiendo partituras tituladas "En el jardín del Edén" de "I. Ron Butterfly". Lovejoy describe el himno como "suena como rock'n roll". La organista de la iglesia, una anciana, se derrumba después de tocarla los diecisiete minutos completos.
- Un episodio de 2010 de la comedia animada Futurama hace referencia a la canción en su título: "In-A-Gadda-Da-Leela", reemplazando la última parte del título de la canción con el nombre de uno de los principales protagonistas del programa, Turanga Leela.
- La banda punk-rock española Siniestro Total versionó el tema bajo el título "No me lavo en la vida", en la cara B del primer single extraído del álbum Bailaré sobre tu tumba (1985).
- El sexto episodio de la primera temporada de la serie Supernatural titulado "Piel", comienza con dicho tema musical.
- La banda de thrash metal Slayer hizo un cover para la película de 1987 Less than Zero, posteriormente esta versión apareció en el box set de 2003 Soundtrack to the Apocalypse.
- Beavis& Butthead serie cómica del canal MTV, en su episodio # 8 de su Temporada # 3, titulado "Cleaning House", el Profesor David Van Dresser  contrata al par de chicos para limpiar su casa advirtiéndole de no tocar su colección de cintas Track 8.  Después de un rato una llamada telefónica del profesor a los muchachos llega justo cuando una de las cintas reproduce un fragmento de la canción, después de haber pasado por una serie de atrocidades causadas por el descuido ellos -hilarante-.